# خرابکاری (فیلم ۲۰۰۵)
خرابکاری (به انگلیسی: Derailed) فیلمی محصول سال ۲۰۰۵ و به کارگردانی میکل هوفسترم است. در این فیلم بازیگرانی همچون کلایو اوون، جنیفر آنیستون، ونسان کسل، جیانکارلو اسپوزیتو، ایگزیبیت، دیوید موریسی، رزا ، ملیسا جرج، ادیسن تیملین، تام کونتی، ریچل بلیک، دنی اوهر، جورجینا چاپمن، اورتیس دیلی، ریچارد لیف و کاترین مکورد ایفای نقش کرده‌اند.